# Freilichtmuseum Ballenberg

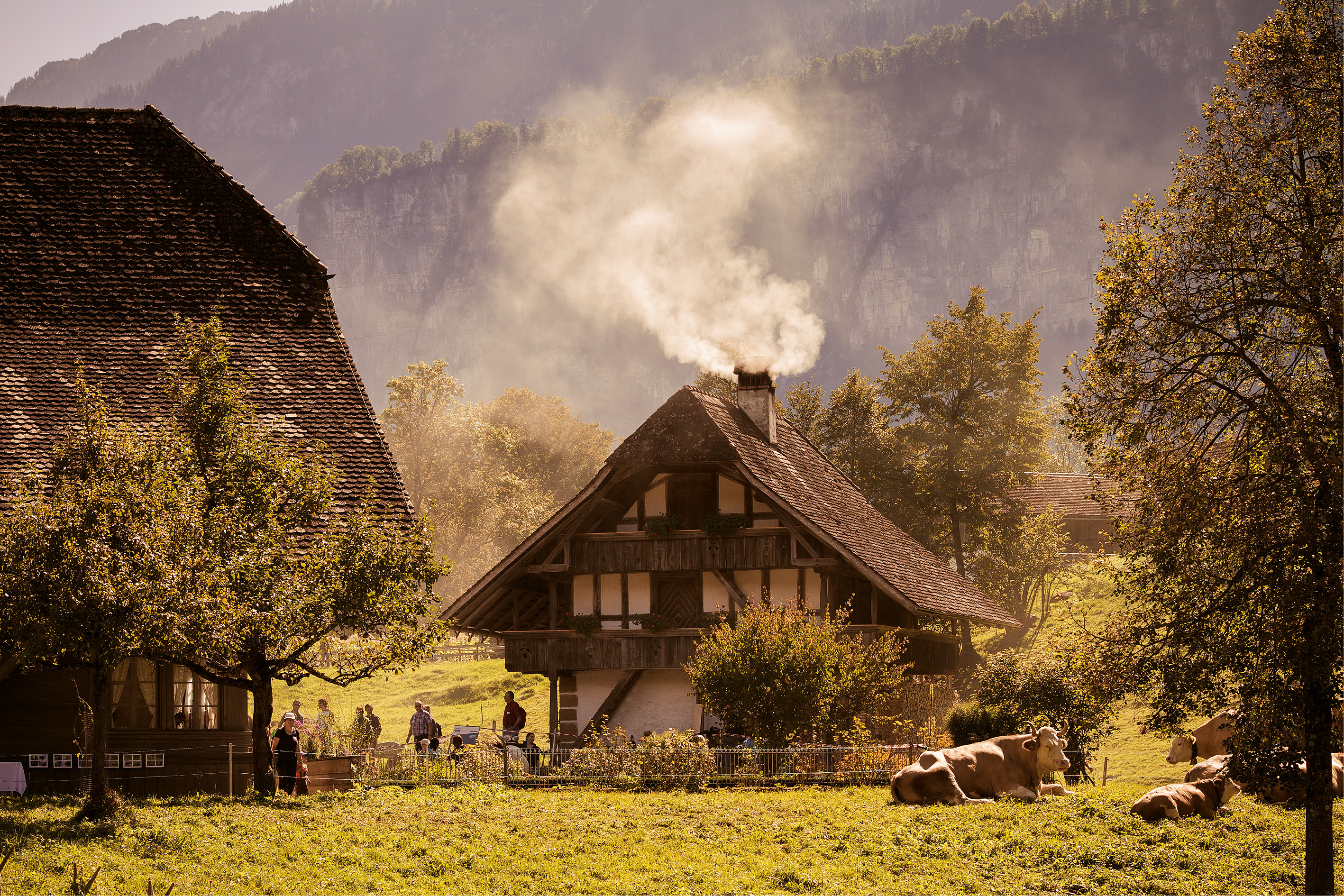
Fachwerkhaus und Rinder im Freilichtmuseum

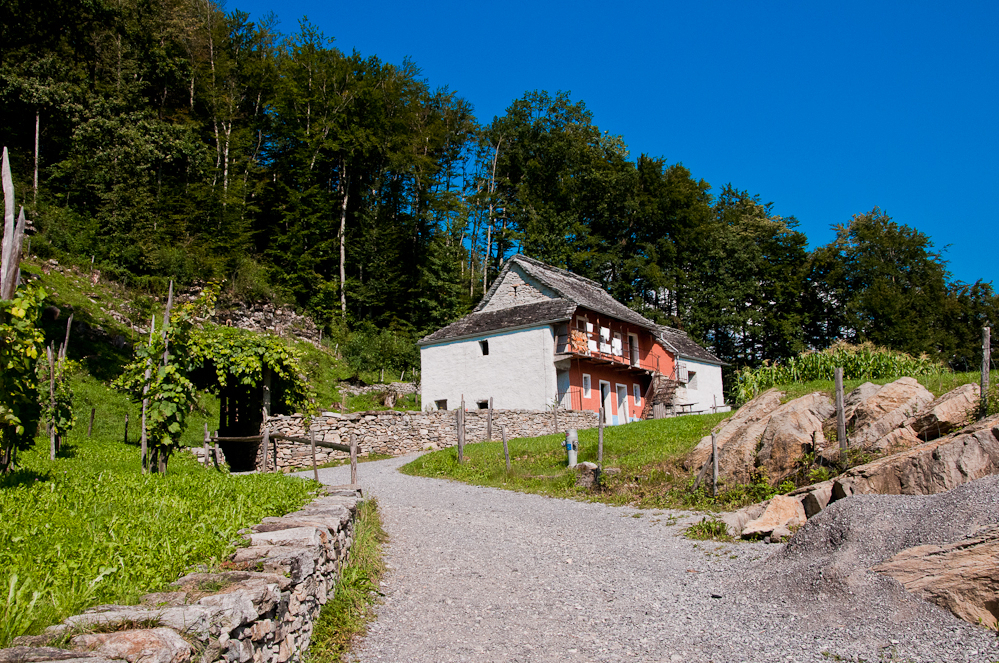
Wiedererrichtetes Haus im Bereich Tessin

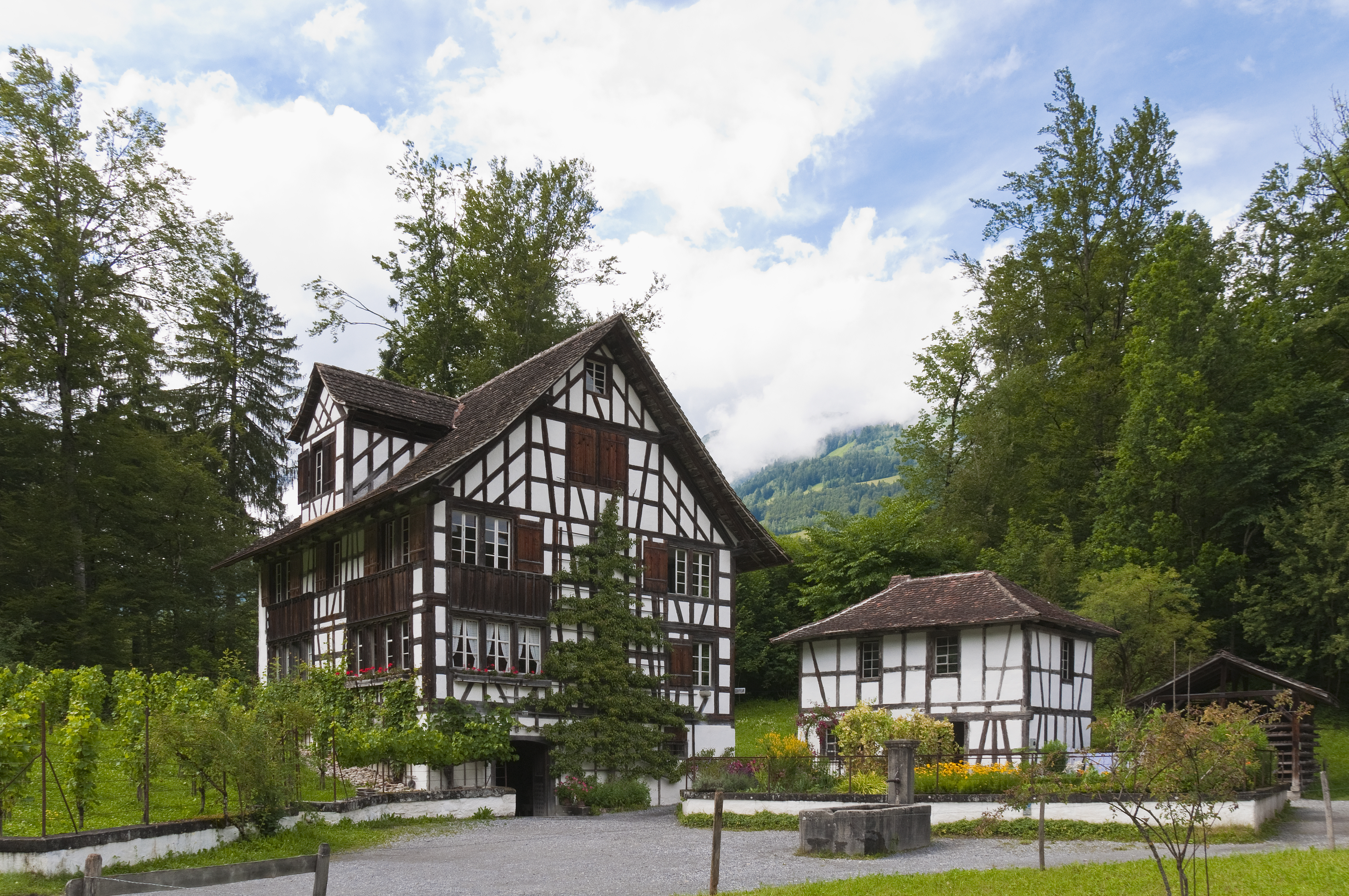
Weinbauernhaus Richterswil und Waschhaus Rüschlikon

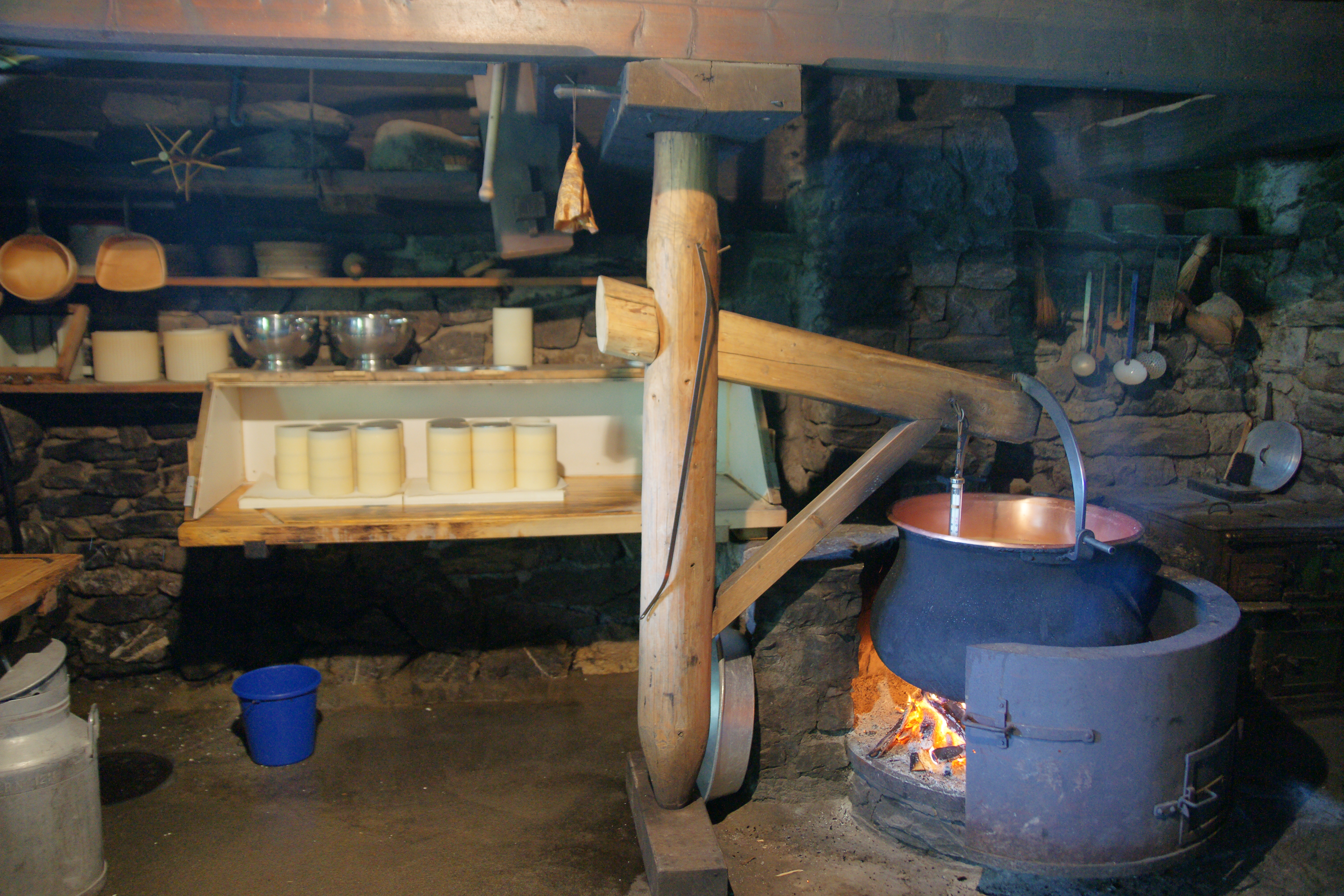
Blick in die wiederaufgebaute Alpkäserei von Kandersteg

Das Freilichtmuseum Ballenberg ist ein Freilichtmuseum in Hofstetten bei Brienz im Berner Oberland in der Schweiz. Es zeigt 109 (2018) Originale historischer Gebäude aus allen Landesteilen der Schweiz, einheimische Bauernhoftiere, ursprüngliche Gärten und Felder. In Vorführungen wird traditionelles Handwerk gezeigt. Angegliedert ist das Kurszentrum Ballenberg. Das Landschaftstheater Ballenberg führt in jedem Sommer ein Theaterstück in historischer Kulisse auf.

## Lage
Das Gelände des 66 ha grossen Freilichtmuseum Ballenbergs befindet sich in der Gemarkung der Gemeinde Hofstetten bei Brienz zwischen Brienz und Meiringen über dem Aaretal im Berner Oberland. Es liegt auf dem gleichnamigen Ballenberg in Höhenlagen zwischen 640 und 700 m ü. M. und ist umringt von hohen Bergen, die auch im Sommer häufig schneebedeckt sind. Nicht weit entfernt befinden sich der Brienzersee und das Brienzer Rothorn sowie der Brünigpass und die Reichenbachfälle. Der Eingang West⊙ liegt in der Nähe von Hofstetten bei Brienz, der Eingang Ost⊙ mit der angrenzenden Chocolaterie nahe Brienzwiler. Auf dem Museumsgelände wechseln sich Wald und Felder mit Felsblöcken aus Kalk ab. 200 Meter südöstlich des westlichen Eingangs liegt der Karstsee Wyssesee, welcher nur periodisch auftritt, da sein Wasser im Sommer teils komplett durch unterirdische Klüften versickern kann.

## Geschichte
Mit der Eröffnung des Museums Skansen bei Stockholm im Jahre 1891 schlug die Geburtsstunde der heutigen Freilichtmuseen. Bereits 20 Jahre nach der Skansen-Gründung existierten in Nordeuropa rund 20 bedeutende Freilichtmuseen. Der grosse Aufschwung dieser Museumsgattung vollzog sich jedoch zwischen den 1950er und 1970er Jahren, als unzählige Institutionen dieser Art, darunter auch die ersten Industriemuseen und aussereuropäischen Freilichtmuseen, gegründet wurden.
Zur Zeit der ersten Gründungen in Skandinavien entstanden auch in der Schweiz Ansätze für den Aufbau eines Freilichtmuseums. Doch weder die Pläne für ein «mittelalterliches Schweizer Städtchen» beim Bernischen Historischen Museum noch die Diskussionen, ob das Schweizerische Landesmuseum in Zürich durch ländliche Bauten ergänzt werden sollte, führten weiter. Erst 1963 setzte der Bundesrat eine Expertenkommission ein, welche die Schaffung eines nationalen Freilichtmuseums genauer prüfen sollte. Das Gelände des Ballenbergs vermochte im Vergleich zu weiteren Standorten am meisten zu überzeugen.
1978 öffnete das schweizerische Freilichtmuseum Ballenberg seine Tore. Nachdem bei der Eröffnung 16 Museumsobjekte präsentiert werden konnten, waren es zwei Jahre später bereits 25 und im Jahr 1985 bereits 61 Gebäude. Heute stehen über 100 Wohn- und Nebengebäude auf dem Ballenberg. Als Grundlage für das wissenschaftliche Konzept des Freilichtmuseums Ballenberg dienen die Forschungsarbeiten der «Aktion Bauernhausforschung in der Schweiz». Sie ermöglichen eine gezielte, breit abgestützte Auswahl der wichtigsten charakteristischen Haus-, Hof- und Siedlungsformen der Schweiz.
2019 konnte das Freilichtmuseum Ballenberg den gesamten Bestand des vormals in Zug beheimateten Archivs für Bauernhausforschung übernehmen.
Das Freilichtmuseum ist eine bedeutende kulturelle, wissenschaftliche und touristische Institution, die jährlich rund 250'000 Besucher aus aller Welt anzieht. Mit den nahezu 200 Mitarbeitern, die das Museum während der Saison von Mitte April bis Ende Oktober beschäftigt, gehört es auch zu den bedeutendsten Arbeitgebern in der Region.
2003 wurde das bisher grösste Gebäude, der Gutshof aus Novazzano TI (851) mit 50 Räumen und einer Osteria aus dem 13. bis 19. Jahrhundert, eingeweiht.
Das derzeit neueste Gebäude auf dem Ballenberg wurde im Juli 2017 eingeweiht: Die Ziegelei aus Péry (141, Berner Jura)⊙ stammt aus dem Jahre 1763. Das Museum plant, in den nächsten Jahren Vorführungen zur Ziegelherstellung (Ziegelbrand) zu ermöglichen.
Der Ballenberg finanziert sich zu 80 Prozent aus den Eintrittsgeldern, deshalb ist das Freilichtmuseum auf viele Besucher angewiesen. 2009 kamen über 300'000 Besucher, 2017 waren es noch knapp 200'000, was zu einem Verlust geführt hat. Vom Kanton Bern erhält der Ballenberg ab 2018 mehr als eine Million Franken pro Jahr. Der Ballenberg will vermehrt Attraktionen (Foxtrail Ballenberg usw.) auch für die Jugend (Schulreisen usw.) einführen.
2018 erhielt das Freilichtmuseum Ballenberg den Schulthess Gartenpreis des Schweizer Heimatschutzes für ihre Gärten am Ballenberg.

## Museumsgelände
Im 1978 eröffneten Ausstellungsgelände des Freilichtmuseums kann man über 100 originale, jahrhundertealte Gebäude aus allen Landesteilen der Schweiz, 250 Bauernhoftiere, und damit alle einheimischen Arten (vor allem vom Aussterben bedrohte Rassen), sowie historische Nutzpflanzen (Gemüse, Kräuter, Getreidearten) finden.
Dazu finden Vorführungen von traditionellem Handwerk, Brauchtum und Spezialveranstaltungen statt, welche Einblick ins frühere Leben geben.
Vorgeführt werden u. a. folgende Handwerke und Gewerbe: Backen, Filochieren, Frivolite, Holzschnitzen, Hutmachen, Imkern, Käsen, Kalkbrennen, Klöppeln, Knochenstampfen, Kochen, Köhlern, Korbflechten, Mahlen, Ölpressen, Posamenten, Sägen (in der historischen Sägemühle), Sattlern, Schindeln, Schmieden, Schokoladenherstellen, Schuhmachen, Spinnen, Sticken, Töpfern, Weben, sowie die Inbetriebnahme von zwei voll funktionstüchtigen Wassermühlen, die sich beide in der Baugruppe Wallis befinden.
Auch die Besucher selbst können an einigen Stellen im Museum aktiv werden, so kann man z. B. die Härte verschiedener Holzsorten vergleichen und im Haus zum Berühren (Bauernhaus aus Oberentfelden AG) alles anfassen und ausprobieren. Getragen wird das Museum von einer 1968 gegründeten privaten Stiftung, die das Ziel hat, traditionelle ländliche Bauten samt ihren typischen Einrichtungen zum Wohnen und Arbeiten aus allen Landesteilen der Schweiz zu sammeln, zu erforschen, zu erhalten und zu vermitteln.
Das Ausstellungsgelände ist in verschiedene Regionen der Schweiz unterteilt.
Hierzu zählen die Bereiche (Stand 2017):
| Baugruppe            | Anzahl Häuser    | ältestes Gebäude                               | Bild des Gebäudes |
| -------------------- | ---------------- | ---------------------------------------------- | ----------------- |
| Alpwirtschaft        | 14 Gebäude       | 1351 Sennhütte, Axalp (1520)⊙                  |                   |
| Graubünden           | 1 Gebäude        | 1212 Heustall, Vals (1780)⊙                    |                   |
| Berner Mittelland    | 18 Gebäude       | 322 Kornspeicher, Kiesen (1685)⊙               |                   |
| Berner Oberland      | 12 Gebäude       | 1021 Wohnhaus, Matten (1570)⊙                  |                   |
| Zentralschweiz       | 11 Gebäude       | 751 Wohnhaus, Schwyz (1336)⊙                   |                   |
| Ostschweiz           | 3 Gebäude        | 931 Wohnhaus, Wattwil (16. Jhr.)⊙              |                   |
| Tessin               | 10 Gebäude       | 851 Gutshof, Novazzano (13.–19. Jhr.)⊙         |                   |
| Wallis               | 6 Gebäude        | 1111 Wohnhaus, Blatten (1568)⊙                 |                   |
| Schweizer Jura       | 5 Gebäude        | 111 Bauernhaus, La Chaux-de-Fonds (1617)⊙      |                   |
| Östliches Mittelland | 14 Gebäude       | 642 Kornspeicher, Lindau (1534)⊙               |                   |
| Westschweiz          | 9 Gebäude        | 512 Kornspeicher, Heitenried (1652)⊙           |                   |
| Zentrales Mittelland | 4 Gebäude        | 221 Bauernhaus, Oberentfelden (1609)⊙          |                   |
| Brandboden           | 2 Erlebnispunkte | 491 Kalkofen, 492 Harzbrennofen, Kohlenmeiler⊙ | Kohlenmeiler      |